# Великонеплюївська волость
Буринська волость — адміністративно-територіальна одиниця Путивльського повіту Курської губернії.
Станом на 1886 рік — складалася з 4 поселень, 14 сільських громад. Населення — 5221 особа (2707 особи чоловічої статі та 2514 — жіночої), 849 дворових господарств.
|                     | Площа, десятин | У тому числі орної, дес. |
| ------------------- | -------------- | ------------------------ |
| Сільських громад    | 4534           | 4299                     |
| Приватної власності | 3618           | 3450                     |
| Казенної власності  | 121            | 2                        |
| Іншої власності     | 36             | 33                       |
| Загалом             | 8314           | 7784                     |

Найбільші поселення волості:
- Велике Неплюєве — колишнє власницьке село при річці Куриця за 30 верст від повітового міста, 3686 осіб, 675 дворів, православна церква, богодільня, 5 лавок, постоялий двір, 34 вітряних млина, цегельний завод.
- Вікторинівка (Вікторівка) — колишнє власницьке село, 305 осіб, 44 двори, каплиця.
- Мале Неплюєве — колишнє власницьке село при річці Терні, 914 особи, 139 дворів, каплиця, 11 вітряних млинів.